# Giuseppe Bardari
Giuseppe Bardari (Pizzo, 27 maggio 1817 – 22 settembre 1861) è stato un magistrato e scrittore italiano. Sebbene sia noto soprattutto per aver scritto il libretto per l'opera Maria Stuarda di Donizetti del 1835, egli svolse un ruolo di primo piano presso la magistratura di Napoli negli anni che hanno preceduto l'unificazione d'Italia.

## Biografia
Giuseppe Bardari nacque a Pizzo (VV) e studiò a Monteleone (ora Vibo Valentia) prima di andare a Napoli a studiare legge. Durante il periodo di studi a Napoli, scrisse anche poesie e frequentò i salotti della città, dove venne in contatto con gli ideali liberali del Risorgimento Italiano. Si guadagnò una reputazione come promettente letterato ed aveva solo 17 anni quando Gaetano Donizetti lo ingaggiò come librettista per la Maria Stuarda. Questo fu l'unico libretto noto scritto da Bardari. Ashbrook suppone che i problemi di censura che incontrò (che portarono a vietare l'opera a Napoli e ad effettuare cambiamenti drastici a Milano) può averlo portato a dedicarsi piuttosto alla carriera giuridica.
Ritornò a studiare legge e finalmente divenne magistrato a Monteleone. Tuttavia, perse quella posizione nel 1848 a seguito della sua attività antigovernativa durante un'insurrezione in Calabria. Ritornò alla professione di avvocato e divenne amico intimo di Liborio Romano, figura importante del Risorgimento. Verso la fine del governo borbonico in Italia meridionale, tornò alla vita pubblica e divenne Prefetto di Napoli.
Il 6 settembre 1860, pubblicò un manifesto che annunciava la partenza di re Francesco II e la sua corte, quando Garibaldi e le sue truppe entrarono in città. Nel suo manifesto, Bardari ricordava ai napoletani i loro doveri di cittadini durante il periodo di cambiamento e li invitava a mantenere la calma e a sostenere il nuovo governo. Secondo il Pagnotta, fu anche autore dell'annuncio d'addio ai napoletani da parte del re, così come del suo discorso alle nazioni europee.
Quando alla fine Napoli cadde sotto il controllo di Garibaldi il 7 settembre 1860, il governo provvisorio nominò Bardari consigliere della Gran Corte dei Conti. Fu anche nominato Presidente della Commissione Amministrazione delle ex-proprietà dell'ordine gesuita nel Regno delle Due Sicilie.
Considerato un patriota italiano da Garibaldi nonostante il suo servizio sotto Francesco II, Giuseppe Bardari era sul punto di iniziare una nuova carriera nel nuovo Regno d'Italia, quando morì a Napoli all'età di 44 anni.